# 豬腩

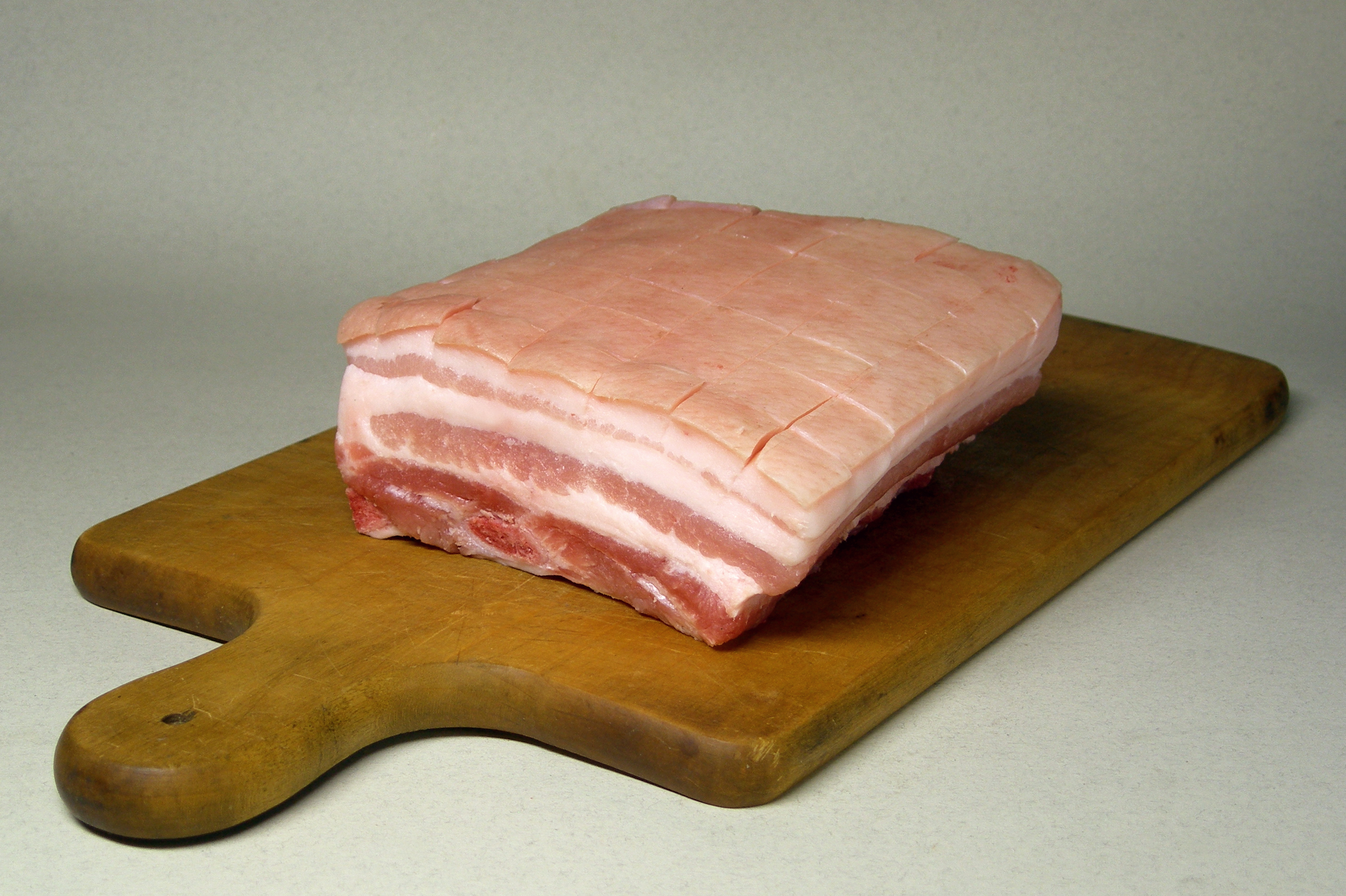
連皮生豬腩肉

豬五花（英語：pork belly），又稱五花肉、三層肉，是豬肉的一種，在豬的部位屬於家豬的腹部，是常用食材。
由於含有大量脂肪，每100克（0.22磅）豬腩的熱量可以高達520卡路里。

## 地区差异
以这种切割法切割的豬肉在两岸四地、韩国、和菲律宾等地是非常受欢迎的。

### 中国大陸

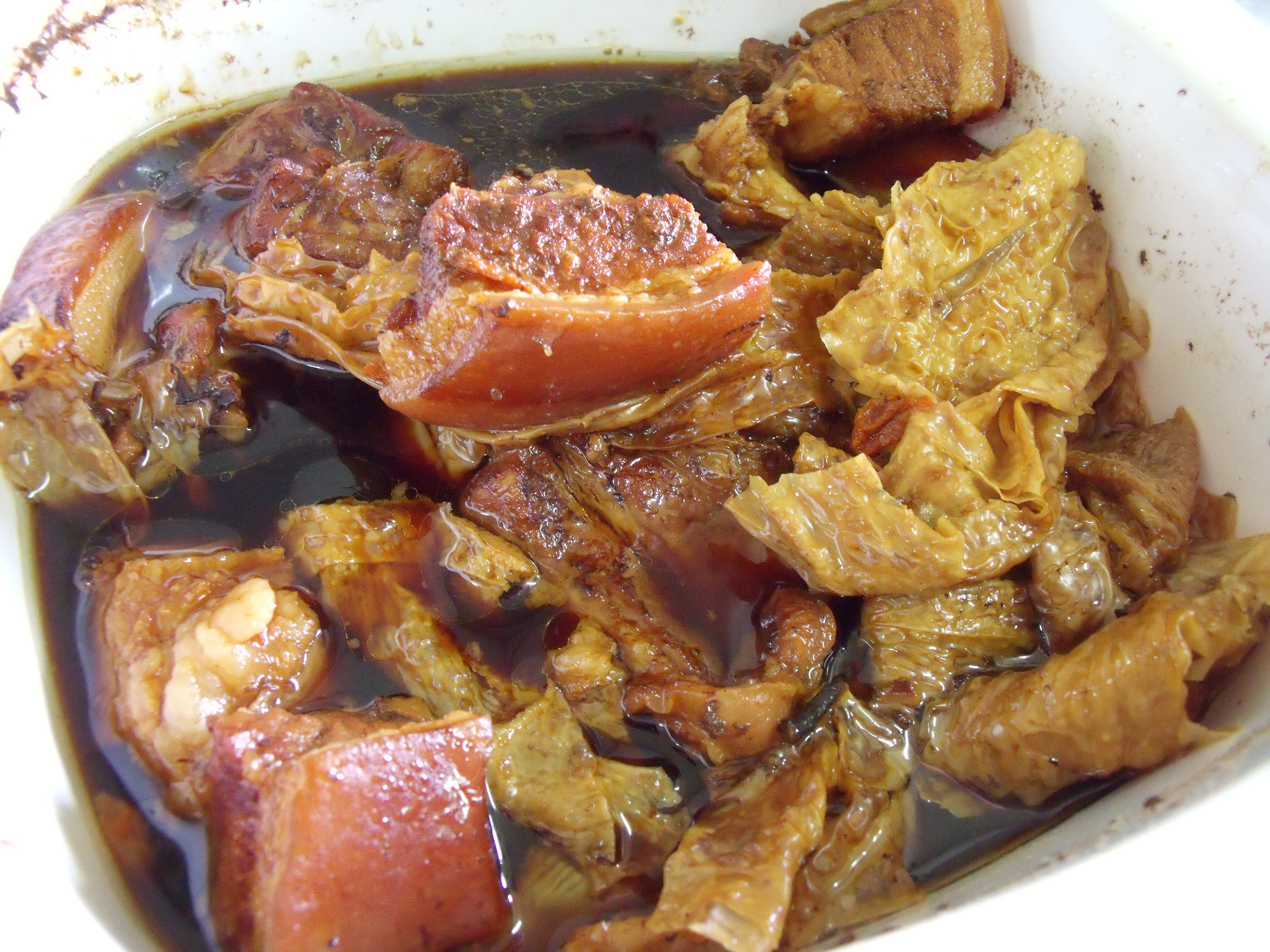
红烧五花肉

在中国菜中，豬腩肉（五花肉）是常用的食材，通常被切成丁狀，以红烧方式燉煮。例如製作紅燒肉、東坡肉、扣肉等。上等的豬腩稱為五花腩，肥肉瘦肉層次分明。

### 臺灣
在台式料理中，豬腩肉常用製作刈包或爌肉飯。

### 香港
在香港，一般稱為五花腩，或豬腩肉。

### 朝鮮半島
在朝鲜半岛，五花肉的韓文寫為삼겹살，意思即為三層肉。五花肉被视为高档猪肉，常被用于烤肉，即韓式烤三層肉。

### 琉球
在琉球，豬腩稱為三枚肉，是常見的家庭料理。

### 美国
在美國中，培根是最经常从猪腩肉所製成的。在芝加哥商品交易所的豬類期貨也有冷凍豬腩期貨可供交易。